# Xams
Xams, el «Sol», fou una divinitat preislàmica dels àrabs, ja adorada entre els assiri-babilonis i al sud d'Aràbia. L'Alcorà atribueix el culte al Sol al regne de Saba, mentre que a Mesopotàmia li atribueix el culte a la Lluna i Venus. Segons Yaqut al-Hamawí fou la deïtat dels Banu Tamim, que li dedicaren un santuari.
En àrab, el mot apareix en el nom propi o títol Xams-ad-Din (àrab: شمس الدين, Xams ad-Dīn), que significa «sol de la religió.»